# 马里·拉克鲁斯
马里·拉克鲁斯（西班牙語：Marí Lacruz，1978年4月25日—），西班牙男子足球运动员，司职后卫。他曾代表西班牙国奥队参加2000年夏季奥林匹克运动会足球比赛，获得一枚银牌。